# Nababeep
Nababeep ist ein historischer Bergbauort Südafrikas in der Gemeinde Nama Khoi, Distrikt Namakwa, Provinz Northern Cape. Er liegt rund 20 Straßenkilometer nordwestlich von Springbok, der Distrikthauptstadt entfernt. Die ihn umgebende Landschaft gehört zu den westlichen Ausläufern des Carolusberg-Massivs. Im Jahre 2011 hatte Nababeep 5374 Einwohner. Der Name dieser Stadt leitet sich von einem Khoisan-Begriff für „Platz des Nashorns“ ab.
Ein regelmäßiger Bergbau durch europäische Einwanderer auf Kupfer begann mit der South African Mining Company in der Region 1846. Der Ort wurde 1860 durch die Cape Copper Company gegründet.

## Sehenswürdigkeiten

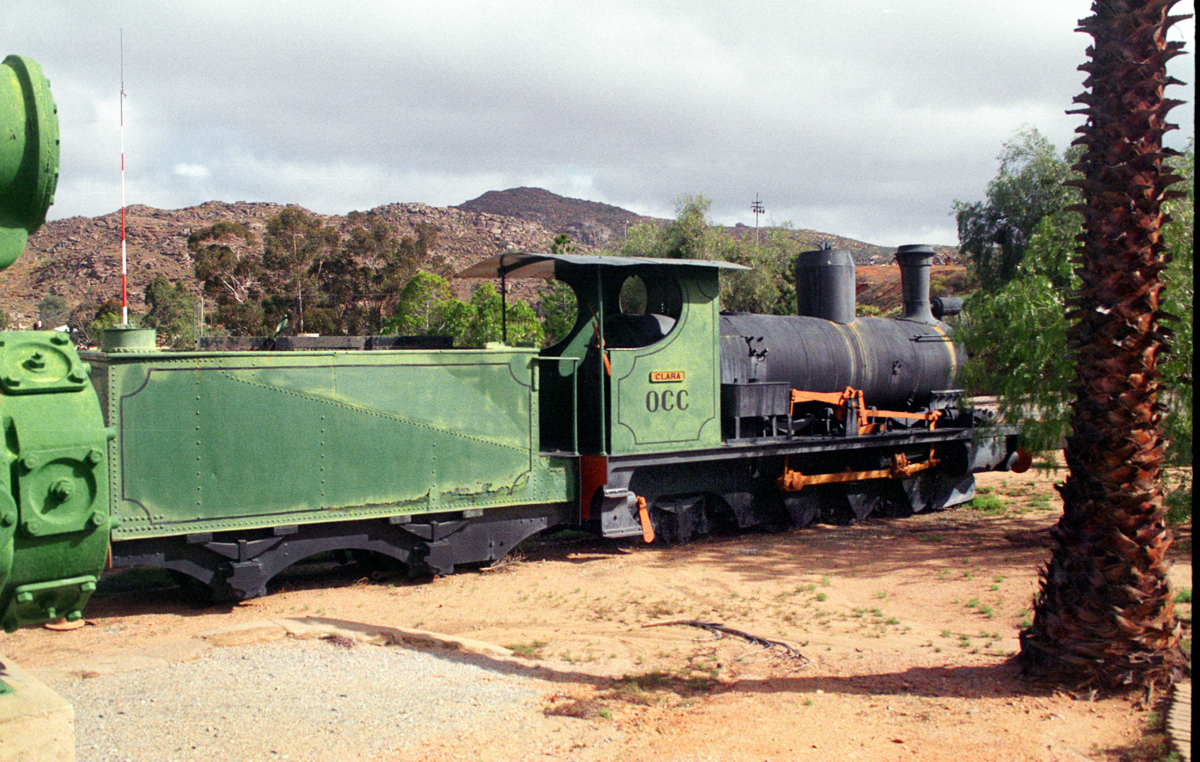
Lokomotive der Serie Clara im Museum von Nababeep

Im Ort gibt es ein Bergbaumuseum über die historische Kupfergewinnung der Gegend. Es hat sich auch eine Dampflokomotive erhalten, mit der auf einer ehemaligen Schmalspurstrecke in Waggons die Produkte des Kupferbergbaus zum Hafen von Port Nolloth gebracht wurden.
Im Frühling ist die Umgebung des Ortes mit weitläufigen, orange- bis gelbfarbenen Blütenteppichen heimischer Pflanzenarten bedeckt.

## Wirtschaft und Verkehr
Die nähere und weitere Umgebung von Nababeep und des benachbarten Okiep ist eine Region mit mineralischen Rohstofflagerstätten. Die typischen Kupferminerale kommen körnig oder massig als Bornit, Chalkopyrit und Chalkosin vor. Kupferhaltige Bereiche treten im regionalen Kristallin als intrudierte Gabbrokörper auf. Neben Kupfer wurden hier auch Wolfram und Molybdänkonzentrationen aufgefunden.
Die O’Okiep Copper Company (OCC) hat im Ort einen Verwaltungssitz.
Nababeep ist auf dem Landweg über Landstraßen erreichbar, die östlich des Ortes von der Nationalstraße N7 und südlich von der Regionalstraße R355 (Springbok–Kleinzee) abzweigen. Einen Flugplatz gibt es in der Distrikthauptstadt Springbok.